# Germán Gómez
Germán Darío Gómez Becerra (Betulia, 8 maart 2001) is een Colombiaans wielrenner die in 2024 prof werd bij Team Polti Kometa.

## Carrière
In 2019 nam Gómez deel aan de wegwedstrijd voor junioren op het wereldkampioenschap. Op minder dan tachtig kilometer voor de finish kreeg de Colombiaan te maken met pech. Op livebeelden was te zien hoe Gómez, huilend en met fiets en wiel in de hand, al lopend zijn weg vervolgde. Pas vier minuten later arriveerde de volgauto, waarna hij met nieuw materiaal zijn weg kon voortzetten. Hij finishte uiteindelijk als zestigste. In 2022 werd hij nationaal kampioen op de weg bij de beloften. Een jaar later werd hij nationaal kampioen tijdrijden in dezelfde categorie. Daarnaast werd hij in dat jaar onder meer vierde in het eindklassement van zowel de Giro Next Gen als de Clásico RCN.
In 2024 werd Gómez prof bij Team Polti Kometa. Zijn debuut voor de ploeg maakte hij in de Clàssica Comunitat Valenciana. In februari van dat jaar nam hij deel aan de Ronde van Rwanda, waar hij op de zesde plaats in het algemeen klassement eindigde.

## Overwinningen
2019
 Pan-Amerikaans kampioen tijdrijden, Junioren
2022
 Colombiaans kampioen op de weg, Beloften
2023
 Colombiaans kampioen tijdrijden, Beloften

### Resultaten in voornaamste wedstrijden
|      | \| Jaar \| Milaan-San Remo \| Ronde van Lombardije \| \| ---- \| --------------- \| -------------------- \| \| 2024 \| 139e \| opgave \| |                      |
| Jaar | Milaan-San Remo | Ronde van Lombardije |
| 2024 | 139e | opgave               |

## Ploegen
- 2022 –  Colombia Tierra de Atletas-GW Bicicletas-Shimano
- 2023 –  GW Shimano-Sidermec
- 2024 –  Team Polti Kometa
- 2025 –  Team Polti VisitMalta

D. Bais · M. Bais · De Cassan · Double · Fabbro · Fetter · Garosio · Gómez · Lonardi · Maestri · Á. Martín · D. Martín · Muñoz · Peñalver · Pietrobon · Piganzoli · Restrepo · Serrano · Sevilla · Tercero · Bagnara (stagiair) · Buttigieg (stagiair)  · Raccagni (stagiair)